# Stara Cesta
Stara Cesta je naselje v Občini Ljutomer.
Stara Cesta, Mekotnjak, Desnjak in Cezanjevci so po zgodovinskih, prostorskih in političnih razmerah že od nekdaj povezana. Vsa se nahajajo v občini Ljutomer, delijo si skupno pokopališče, šolo in nekatere zgodovinske dogodke. Stara Cesta in Mekotnjak imata tudi skupen gasilski dom in sta z Desnjak-om v isti krajevni skupnosti.
Otroci, ki živijo na Stari Cesti, obiskujejo OŠ Janka Ribiča Cezanjevci. To je manjša šola z nekaj več kot 100 učenci v Cezanjevcih